# باولينا غايتان
باولينا غايتان (بالإسبانية: Paulina Gaitán)‏ هي ممثلة مكسيكية، ولدت في 19 فبراير 1992 بمدينة مكسيكو في المكسيك.

## أعمال

### مسلسلات
- ناركوس

## وصلات خارجية
- باولينا غايتان على موقع IMDb (الإنجليزية)
- باولينا غايتان على موقع ألو سيني (الفرنسية)
- باولينا غايتان على موقع أول موفي (الإنجليزية)
- باولينا غايتان على موقع قاعدة بيانات الأفلام السويدية (السويدية)
- باولينا غايتان على موقع قاعدة بيانات الفيلم (الإنجليزية)
- باولينا غايتان على موقع كينوبويسك (الروسية)